# Stephen Harper
Stephen Joseph Harper (ur. 30 kwietnia 1959 w Toronto) – kanadyjski polityk, przywódca Konserwatywnej Partii Kanady, największej partii w Izbie Gmin kanadyjskiego parlamentu 39. i 40. kadencji, od 6 lutego 2006 do 4 listopada 2015 premier Kanady.

## Życiorys
Urodził się w Toronto i tam spędził dzieciństwo, po ukończeniu liceum w 1978 przeprowadził się do Alberty. W 1985 otrzymał bakalaureat, a następnie w 1991 dyplom MA, w dziedzinie ekonomii na Uniwersytecie Calgary.
Był jednym z założycieli Kanadyjskiej Partii Reform, w latach 1993–1997 przez jedną kadencję był jej posłem w kanadyjskiej Izbie Gmin.
Następnie przewodniczył konserwatywnemu lobby National Citizens Coalition.
W 2002 został przewodniczącym partii Canadian Alliance, powstałej w 2000 z Partii Reform i innych grup konserwatywnych. W maju 2002 został ponownie wybrany do Izby Gmin parlamentu, w wyborach uzupełniających, gdzie został przywódcą opozycji (ang. Leader of the Opposition). W 2003 osiągnął porozumienie o zjednoczeniu swojego ugrupowania z Postępowo-Konserwatywną Partią Kanady, tworząc obecną Konserwatywną Partię Kanady. W marcu 2004 Harper został formalnie wybrany na przywódcę tej nowej partii.
Pod jego przewodnictwem w wyborach roku 2004 partia konserwatywna zdobyła 29,6% głosów i 99 z 308 mandatów poselskich, stając się największą partią opozycyjną.
W kolejnych wyborach 23 stycznia 2006 jego partia wygrała zdobywając 36,3% głosów i 124 mandaty, stając się największą partią w Izbie Gmin, co pozwoliło jej utworzyć rząd mniejszościowy. Harper oficjalnie został premierem Kanady 6 lutego 2006.
W następnych wyborach w październiku 2008 partia Harpera zdobyła 37,7% głosów i 143 mandaty i ponownie stała się największą partią w Izbie Gmin, choć znowu nie uzyskała większości mandatów. W tej sytuacji Harper ponownie utworzył rząd mniejszościowy.
W kwietniu 2008 Harper złożył wizytę w Polsce, odwiedzając Gdańsk, Kraków i Oświęcim.
25 marca 2011 jego rząd otrzymał głosami liberałów i bloku quebeckiego (stosunkiem 156 : 145) bezprecedensowe wotum nieufności prowadzące do przyspieszonych wyborów parlamentarnych. Po raz pierwszy w historii Kanady za powód wotum nieufności uznano okazanie parlamentowi lekceważenia i wzgardy.
W wyniku wyborów parlamentarnych z jesieni 2015, Partia Konserwatywna utraciła większość i przeszła do opozycji, a Harper zrezygnował z przewodzenia jej.

## Odznaczenia i wyróżnienia
- Order Wolności (2016, Ukraina)[8]